# المقاتل النهائي
المقاتل النهائى هو مسلسل تلفزيوني واقعي أمريكي من إنتاج فوكس سبورتس تم بثه لمدة أربعة عشر موسمًا على سبيك تيفى. يعرض المسلسل حياة مقاتلي بطولة القتال النهائي المحترفين الذين يعيشون معًا في لاس فيغاس، نيفادا، أثناء تدريبهم والتنافس ضد بعضهم البعض للحصول على عقد مع UFC. بدأ المسلسل في 17 يناير 2005 مع الحلقة الأولى «تبدأ المهمة». حتى الآن، كان هناك ثمانية وعشرون موسمًا من العرض، اثنان لكل سنة. ويتميز كل موسم إما بفئة أو فئاتين من فئات الوزن في البطولة.
جذبت معركة فورست جريفين التاريخية ضد ستيفان بونار في الموسم الأول ملايين المشاهدين. بسبب هذا النجاح، كان يُنظر إلى المقاتل النهائى على أنه دور فعال في بقاء وتوسيع UFC وفنون القتال المختلطة في التيار الرئيسي. العديد من مقاتلي بطولة القتال النهائي الحاليين والسابقين هم من خريجي العرض، ومع استمرار بعض المنافسين ليصبحوا مدربين في المواسم المستقبلية. خضع العرض لتغييرات متعددة في التنسيق منذ بدايته، بما في ذلك مقدمة مباراة البدل. وواصل العديد من الفائزين التنافس على بطولات UFC حيث أصبح بعضهم أبطال بطولة القتال النهائي.
كانت لعبة المقاتل النهائى في الأصل عبارة عن سلسلة تجريبية مولها الملاك السابقون لبطولة (مسابقة المقاتل النهائى)، لورنزو وفرانك فيرتيتا الثالث. تم بث المسلسل على سبيك تيفى كإجراء أخير للحصول على عرض رئيسي لفنون القتال المختلطة. تم بث الحلقة الأولى من المقاتل النهائى بعد عرض دبليو دبليو إي راو، حيث تمكنت من الحصول على معدل استبقاء بنسبة 57 ٪ في المشاهدين من روو، وهو ضعف المعدل المعتاد لـسبيك تيفى.
شهدت المباراة النهائية للموسم الأول المباراة التاريخية بين فورست جريفين ضد ستيفان بونار. وتعتبر الآن المعركة الأكثر تأثيرًا في تاريخ MMA، وقعت المباراة في أول حدث MMA على الإطلاق في البث التلفزيوني المباشر والمجاني. انتهت المباراة بفوز بالإجماع على جريفين وأدى إلى تجديد العرض على قناة سبايك تي في. وفيما يتعلق بنجاح العرض، قالت دانا وايت، رئيسة بطولة القتال النهائي، «إنه لأمر مدهش أن نفكر... إلى أي مدى اقتربنا من عدم التواجد هنا اليوم. لولا ما فعله هؤلاء الأشخاص، لا أعرف ما إذا كان سيكون هناك بطولة القتال النهائي. لن أنسى هؤلاء الرجال أبدًا.»
وشهد تجديد العرض إنتاج بطولة القتال النهائي لسلسلتين أخريين، قبل التجديدات اللاحقة. من أجل جذب المزيد من الاهتمام لهذه الرياضة، واستخدم المقاتل النهائى عدة حيل: أحد الأمثلة البارزة، في الموسم التاسع، حيث استخدم موضوع بلد مقابل بلد، مع الولايات المتحدة تتنافس ضد المملكة المتحدة. مكنت هذه الحيل بطولة القتال النهائي من جذب المشجعين أثناء اختراق UFCs لأوروبا. وجذبت معركة سلايس ضد روي نيلسون المشاهدين إلى هذه الرياضة، حيث جذبت جمهورًا بلغ 6.1 مليون شخص، مما يجعلها واحدة من أكثر معارك الفنون القتالية المختلطة مشاهدةً في التاريخ.
كجزء من علاقة البث الجديدة بين بطولة القتال النهائي وفوكس سبورتس، انتقل المقاتل النهائى إلى إف أكس بداية من الموسم الخامس عشر. كان الموسم 14 هو الموسم الأخير من المسلسل الذي يتم بثه على سبيك تيفى. وفي سبتمبر 2013، انتقلت السلسلة إلى قناة فوكس الجديدة.
نظرًا لضرورة الحفاظ على سرية نتائج القتال حتى بث الحلقة، فإن كل معركة في المقاتل النهائى هي رسميًا «معرض»، وبالتالي لا يتم احتسابها ضمن السجل الإجمالي للمقاتلين.

## عملية الاختيار

### الموسم 1-4
في المواسم الأربعة الأولى، تم اختيار مقاتلي UFC المحتملين من فئتين مختلفتين للوزن للتنافس. يتم تقسيم المقاتلين إلى فريقين، بغض النظر عن فئة الوزن، مع تدريب كل فريق من قبل لاعب UFC الحالي. ثم تتنافس الفرق (بطريقة تختلف حسب الموسم) مع استبعاد الخاسر من المنافسة. في كثير من الأحيان، يتم تقديم الحوافز لفريق المقاتل الفائز. يمكن أن يشمل هذا حق فريقهم في اختيار المباراة التالية، من أجل انتقاء المقاتلين من الفريق المنافس عن طريق اختيار المباريات المناسبة.
في نهاية الموسم، يتم وضع المقاتلين المتبقيين من كل فئة وزن في معركة إقصاء واحدة في نهائيات المقاتل النهائى، مثل نهائى المقاتل النهائى واحد حيث يتم منح لقب المقاتل النهائى للفائز. تتميز المواسم من الخامس إلى السابع والعاشر إلى الثاني عشر بمقاتلين من فئة وزن واحدة فقط، بينما تركز المواسم الأخرى على فئتي وزن.
يعرض العرض الاستعدادات اليومية التي يقوم بها كل مقاتل للتدرب على المنافسة في مركز تدريب UFC، والتفاعلات التي لديهم مع بعضهم البعض الذين يعيشون تحت سقف واحد. الأحداث اليومية في العرض تشرف عليها دانا وايت، رئيسة UFC.
باستثناء نهائيات الموسم، فإن المعارك في المقاتل النهائى هي معاقبة من قبل لجنة نيفادا الرياضية كمباريات استعراضية ولا تحتسب مع أو ضد السجل المحترف للمقاتل. يتم ذلك لمنع نشر النتائج على الملأ قبل تاريخ البث. ومع ذلك، عند الدخول إلى المرحلة نصف النهائية من كل سلسلة، يتم جدولة المعارك في الجولات الاحترافية الثلاث الكاملة، بدلاً من جولتين (مع إمكانية حدوث جولة انتصار مفاجئ) لجميع المراحل السابقة. على الرغم من معارك العرض رسميًا، اختار UFC تسجيل نتائج مباريات نصف النهائي. على سبيل المثال، حقق أمير سعد الله الفائز بالموسم السابع فوزًا واحدًا على رقمه القياسي في بطولة القتال النهائي مقارنة بسجله الرسمي، بسبب فوزه في الدور نصف النهائي من الموسم.

### تغيرات
تضمنت المواسم الستة الأولى ستة عشر مقاتلاً، في فئة وزن واحدة أو فئتين. لكن الموسمين الأولين كانا مختلفين تمامًا عن كل موسم تلاه. الشكل الأصلي لـالمقاتل النهائى شهد تنافس كل فريق في التحديات، مثل رفع مدربهم على أكتافهم والركض على الشاطئ، or a team tug-of-war. أو فريق شد الحبل. [21] أدت هذه التحديات إلى القضاء على المقاتلين الذين لم يقاتلوا، حتى أواخر الموسم عندما كان حافز التحدي هو اختيار المعركة التالية حيث سيتم القضاء على المقاتلين، بعد أن خسروا القتال. في الموسمين الأولين، كان المقاتلون يغادرون المنزل للأبد عند الخسارة، وقد أدى ذلك في كثير من الأحيان إلى أعداد فردية للفرق، مما أجبر المقاتلين على الانتقال إلى فرق معارضة.
بدءًا من الموسم الرابع، لم يعد المقاتلون يُبعدون من المنزل بعد خسارة معاركهم ولم يغيروا الفرق إلا في حالات استثنائية، مثل طرد الفريق من قبل المدرب. في الموسم السابع، شارك 32 مقاتلاً بدلاً من ستة عشر مقاتلاً. قدمت هذه القاعدة الجديدة معركة أولية، من أجل الدخول إلى المنزل، والتي أعطت المدربين تقييمًا مبكرًا.
كان التغيير الأخير حتى الآن هو إدخال «البطاقة البرية» للمواسم 11-13. في الموسمين 11 و12، تنافس 28 مقاتلاً في الجولة التمهيدية، ودخل الفائزون الأربعة عشر المنزل. ستحدث مباراة «البطاقة الجامحة» في نهاية «دور الأربعة عشر» بمشاركة اثنين من المقاتلين الخاسرين. سيتم بعد ذلك إدراج الفائز في مباراة البطاقة البرية في الجولة ربع النهائية لثمانية مقاتلين. أثبت هذا الشكل نجاحًا كبيرًا لمقاتل الوزن المتوسط كريس ماكراي، الذي شارك في مباراة البطاقة البرية للموسم الحادي عشر. بعد أن خسر مباراته الافتتاحية في المنزل، فاز في مباراة البطاقة البرية للوصول إلى ربع النهائي واستمر في الفوز بمباراتيه التاليتين، ووصل إلى نهائي البطولة. تم إطلاق لعبة وايلد كارد للمرة الأخيرة في الموسم 13، والتي تضمنت 14 مقاتلاً فقط في المنزل ولم تكن هناك معارك أولية.

### منح العقد
الفائزون في المواسم الثلاثة الأولى من مسابقة المقاتل النهئى وبعض الوصيفين اعتمادًا على أدائهم في نهائيات المسابقة، يحصلون على العقد «المكون من ستة أرقام» للقتال في UFC. هذه العقود هي على وجه التحديد عقود لمدة ثلاث سنوات مع ضمان السنة الأولى. تتكون كل عام من ثلاث معارك، وتتكون محفظة العام الأول لكل قتال من 12000 دولار مضمونة مع مكافأة فوز قدرها 12000 دولار (بحد أقصى 24000 دولار لكل قتال). محفظة السنة الثانية لكل قتال هي 16000 دولار مع مكافأة فوز قدرها 16000 دولار (بحد أقصى 32000 دولار لكل قتال) ومحفظة السنة الثالثة لكل قتال هي 22000 دولار مع مكافأة فوز 22000 دولار (بحد أقصى 44000 دولار لكل قتال).
يمكن للفائز في TUF الذي يذهب 9-0 ربح إجمالي 300000 دولار في العقد، ولكن ضمان 150.000 دولار فقط لكل السنوات الثلاث إذا خاض تسع معارك.
تم أيضًا عرض عقود UFC على بعض منافسي TUF الذين لم يفزوا بالسلسلة، على الرغم من عدم وجود شروط جذابة.

## مشاركة المدربين
باستثناء المواسم 2 و4 و11 و13 و15 و16 و22 والموسم 1 من TUF: البرازيل قاتل المدربون بعضهم البعض بعد انتهاء العرض. تميز الموسم الثاني بـريتش فرانكلين ومات هيوز، اللذان كانا في فئات وزن مختلفة، مما يلغي إمكانية قتال ما بعد الموسم. شهد الموسم الرابع تولي العديد من المدربين الضيوف زمام المبادرة، مختلفين عن المواسم الأخرى مع اثنين من المدربين المعينين بوضوح. لم يشتمل الموسم 22 على معركة بين المدربين كونور ماكجريجور وأوريا فابر منذ أن كان ماكجريجور بطل وزن الريشة المؤقت في UFC وكان له اتحاد لقب تلقائي مع بطل وزن الريشة خوسيه ألدو بعد ذلك. على هذا النحو، لم تظهر هذه المواسم مدربيها في المنافسة. تم إلغاء معركة مدربي الموسم 11 تيتو أورتيز وتشاك ليدل بسبب حاجة أورتيز إلى جراحة دمج الرقبة. شهد الموسم الثالث عشر إلغاء القتال بين بروك ليسنر وجونيور دوس سانتوس بعد أن تم تشخيص إصابة ليسنار بنوبته الثانية من التهاب الرتج. شهد عام 2012 إلغاء مباراة بين مدربي الموسم 15 دومينيك كروز وأوريجا فابر، بسبب تمزق دوري أبطال آسيا لكروز. بالإضافة إلى ذلك، المعركة المتوقعة بين TUF: لم يحدث مدربا البرازيل فيتور بلفور وواندرلي سيلفا بعد إصابة بلفور بكسر في اليد أثناء الاستعداد للقتال. كان من المفترض أن يتضمن الموسم 16 معركة بين المدربين روي نيلسون وشين كاروين، على الرغم من إلغاء هذا أيضًا بعد تعرض كاروين لإصابة في الركبة.
بالإضافة إلى المواسم التي لم تشهد معارك ما بعد الموسم بين المدربين، تأثرت عدة مواسم، مما أدى إلى تأجيلات. بسبب إصابات الموسم السادس للمدربين مات سيرا ومات هيوز، تم تأجيل قتالهم. عانى سيرا من انزلاق غضروفي في أسفل ظهره وعانى هيوز في وقت لاحق من تمزق MCL قبل أن تحدث المعركة أخيرًا في UFC 98. وقعت المعركة بين مدربي الموسم العاشر رشاد إيفانز وكوينتون جاكسون في UFC 114 مع فوز رشاد إيفانز بقرار إجماعي. تم تأجيل القتال لمدة خمسة أشهر بسبب التزامات تصوير فريق جاكسون A وقراره المؤقت بالاعتزال عن القتال.
على الرغم من ندرة حدوثها في النهائيات الحية، إلا أن معارك المدربين تعد جزءًا مهمًا من كل موسم من المقاتل النهائى مع كل موسم يقوم بضخامة القتال والأفراد بشكل فعال لعدة أسابيع، تكون المعارك عادة النقطة المحورية لحدث الدفع مقابل المشاهدة الذي يتم عرضه فيه.

## موجز المواسم

### الموسم 1-3
كان الموسم الأول من المقاتل النهائى هو المحاولة الأخيرة من قبل UFC لجذب اهتمام الجمهور بهذه الرياضة. أنقذت مباراة ستيفان بونار وفورست جريفين الرياضة وفقًا للعديد من الصحفيين ودانا وايت. على الرغم من خسارته، حصل بونار أيضًا على عقد مرغوب فيه على الهواء مباشرة، بعد أن أعلن وايت أنه «لم يكن هناك خاسرون في هذه المعركة». جريفين ودييجو سانشيز يعتبران أيضًا مقاتلي المقاتل النهائى الأصليين، بعد فوزهم في النهاية.
شهد الموسم الثاني تنافس الأوزان الثقيلة والأوزان الثقيلة، وشارك فيها المدربون ريتش فرانكلين ومات هيوز. وشهد النهائي فوز رشاد إيفانز على براد إيميس وجو ستيفنسون على لوك كومو.
سلط الموسم الثالث الضوء على التنافس طويل الأمد بين تيتو أورتيز وكين شامروك. كان أيضًا الموسم الأول الذي يعرض فيه متنافسون من خارج أمريكا الشمالية، بعد إضافة مايكل بيسبنغ وروس بوينتون. شهد الموسم تغيرًا في الشكل، عندما تم إقصاء مباريات الفريق لصالح تنسيق البطولة التقليدي بأسلوب خروج المغلوب. شهدت المعارك النهائية أن مايكل بيسبنغ أصبح أول فائز غير أمريكي، بعد هزيمة جوش هاينز وكيندال جروف وهزيمة إد هيرمان.

### الموسم4-7
الموسم الرابع كان مختلفا عن غيره من قبله حيث كان موسم «العودة». تمت دعوة مقاتلي UFC السابقين الذين لم يحققوا النجاح الذي كان متوقعًا لهم، مرة أخرى للمنافسة في العرض، مع حصول الفائز على لقطة لقب مضمونة. كان هذا الموسم هو الوحيد حتى الآن الذي لم يظهر فيه مدربي الفريق. بدلا من ذلك، كان العرض مدربين ضيوف كل أسبوع. شهد النهائي مات سيرا هزيمة كريس ليتل وترافيس لوتر هزيمة باتريك كوتي للحصول على ألقابهم المضمونة.
تم تدريب الموسم الخامس من قبل جينس بيلفر بغ بينى، حيث حاولت الشركة إطلاق قسم الوزن الخفيف. شارك في العرض العديد من نجوم المستقبل في قسم الوزن الخفيف مثل نيت دياز وجو لوزون وغراي ماينارد ومات ويمان وكول ميلر. على الرغم من حقيقة أن تيم بيلفر فاز في 5 من أصل ثماني معارك، فإن المقاتلين الثلاثة الذين وصلوا إلى ربع النهائي في تيم بين ما زالوا في UFC وهم جراى ماينارد ومات ويمان وجحو لوزن بينما كولى ميلر ومانفيل غامبوريان ولا يزال نيت دياز من فريق بيلفر في UFC. خاض النهائي نيت دياز و[مانفيل جامبوريان، حيث سقط غامبوريان لإصابة في الكتف في وقت مبكر.
عاد الفائز السابق مات سيرا إلى العرض في الموسم السادس للتدريب إلى جانب مات هيوز وأشرف على مجموعة من مقاتلي وزن الوسط. شهدت المباراة النهائية هزيمة المخضرم ماك دانزيج على تومي سبير ليصبح المقاتل المطلق، قبل أن ينزل إلى قسم الوزن الخفيف. يمكن القول إن جورج سوتيروبولوس هو الوحيد الذي حقق أي نجاح بعد TUF، بعد أن حقق 7 انتصارات متتالية بعد The Ultimate Fighter، بينما كان الفائز بالموسم دانزينج يحوم حول علامة 0.500 منذ فوزه في الموسم.
شهد الموسم السابع تغييرًا آخر في الشكل، حيث كان على المقاتلين التنافس ليكونوا أعضاء فريق رسمي. بدلاً من المقاتلين الستة عشر المعتادون، كان الموسم يضم 32 مقاتلاً بعد أن زعم دانا وايت أنه سئم من حضور المقاتلين إلى العرض لبثه. تم تدريب هذا الموسم من قبل بطل UFC للوزن الثقيل الخفيف كوينتون جاكسون والتحدي فورست جريفين، الفائز بالموسم الأول. كان من المقرر أن يتنافس أمير سعد الله، الذي لم يخوض معركة احترافية قبل العرض، وجيسي تايلور، في نهائي الموسم. ومع ذلك، بدأ تايلور العرض بعد الانتهاء من التصوير، عندما طرد النافذة من سيارة ليموزين في لاس فيغاس. أخذ مكانه من قبل سي بي دولواي الذي هزم تيم كريدور لليمين، ولكن فاز في النهائي ليصبح المقاتل النهائي.

### الموسم 8-12
تم تدريب الموسم الثامن من قبل بطل UFC Interim Heavyweight Antônio Rodrigo Nogueira وFrank Mir، حيث كانت الأوزان الخفيفة والأوزان الثقيلة هي محور التركيز لهذا الموسم. سيطر على العرض بشكل كبير تصرفات جوني براوننج، الذي كان يسكر بانتظام ويتصرف بطريقة عدوانية تجاه زملائه في فريق التمثيل. شهدت المعاركتان في المباراة النهائية هزيمة إفرين إسكوديرو لفيليبي نوفر وهزيمة رايان بدر على فيني ماجالهايس.
شهد الموسم التاسع موضوع الولايات المتحدة ضد المملكة المتحدة في العرض، حيث قام دان هندرسون ومايكل بيسبنغ بتدريب الجانبين. تناقض الجانبان، حيث أظهر الجانب البريطاني صداقة وثيقة (مع وجود العديد من فريق Rough House)، في حين بدا الفريق الأمريكي ممزقًا. شهد النهائي الخفيف الوزن بين زملائه في فريق Rough House أندريه وينر وروس بيرسون يتنافسون على العقد، مع خروج بيرسون في المقدمة عن طريق القرار. شهد نهائي وزن الوسط هزيمة جيمس ويلكس على داركس جونسون من خلال الاستسلام في الجولة الافتتاحية، مما منح فريق المملكة المتحدة الفوز 2-0.
كان الموسم العاشر هو الموسم الأول الذي يتميز فقط بالأثقال الثقيلة وتم بناؤه بشكل كبير حول نجم الإنترنت Kimbo Slice ولاعبي NFL السابقين. كان المدربان من أبطال UFC السابق للوزن الثقيل الخفيف كوينتون جاكسون ورشاد إيفانز الذين تشاجروا طوال الموسم بأكمله، مما زاد من قتالهم النهائي. ومع ذلك، في منتصف عرض الموسم، أُعلن أن جاكسون كان يصور The A-Team، بصفته الشخصية الرئيسية B. A. Baracus، مما أدى إلى تأجيل قتال المدربين. كما تميز الموسم بالعديد من لاعبي اتحاد كرة القدم الأميركي السابقين، مع واحد - بريندان شاوب - الذي وصل إلى نهائي العرض. بالإضافة إلى ذلك، تعرض الموسم لانتقادات من حين لآخر بعد التشكيك في أمراض القلب للأثقال. شهد النهائي MMA المخضرم روي نيلسون وبريندان شاوب، مع فوز نيلسون بالضربة القاضية في الدور الأول.
شهد الموسم الحادي عشر تدريب أبطال UFC للوزن الثقيل الخفيف تيتو أورتيز وتشاك ليدل على الفريقين. على عكس المواسم السابقة، تم تخفيض عدد المنافسين في المنزل إلى 14، مع تأهل 7 إلى الدور ربع النهائي. تمت إضافة الثامن من خلال مباراة "wildcard" - مباراة بين خاسرين من دور الـ 14. ذهبت الفتحات إلى Kyacey Uscola وKris McCray، والتي شهدت فوز McCray عن طريق التقديم. ثم واصل ماكراي الانتقام لهزيمته السابقة في الدور نصف النهائي بفوزه على جوش براينت. كان الموسم يعاني من إصابات العديد من المنافسين، مثل انسحاب نيك رينغ، بعد أن احتاج إلى جراحة في الركبة. بعد انسحاب ريتش أتونيتو من المنافسة، احتل كورت ماكجي المركز ربع النهائي. التقى كورت ماكجي وكريس ماكراي في المباراة النهائية، حيث فاز ماكجي عن طريق الاستسلام ليصبح The Ultimate Fighter.
شهد الموسم الثاني عشر بطل UFC Welterweight المدرب جورج سانت بيير جنبًا إلى جنب مع المنافس السابق والمنافس الأول على اللقب، جوش كوشيك. شهد الموسم استمرار تنسيق أحرف البدل وقوس البطولة المكون من 14 لاعباً. كان الاختيار الأول للعرض هو مارك ستيفنز، الذي سيخسر في واحدة من أسرع عمليات الإرسال (عبر خنق المقصلة) في تاريخ العرض. ذهبت فتحات أحرف البدل إلى مارك ستيفنز وآرون ويلكينسون، مع تسليم ويلكينسون لستيفنز ثاني خسارة متتالية له من الاختناق. سيطرت على العرض محاولات جوش كوشيك لإزعاج جورج سانت بيير، حيث شارك مسعف سانت بيير في الحجج مع كوسشيك. كانت النهاية عبارة عن مباراة بين جوناثان بروكينز ومايكل جونسون في 4 ديسمبر 2010 مما أدى إلى فوز بروكينز بقرار إجماعي.

### الموسم 13-16
تم تدريب الموسم الثالث عشر من قبل بطل UFC للوزن الثقيل السابق بروك ليسنر وجونيور دوس سانتوس، الذي سيواصل لاحقًا الفوز بنفس اللقب. تميز هذا الموسم بأوزان ثقيلة وإزالة نوبات الإقصاء للوصول إلى المنزل، حيث دخل 14 مقاتلاً على الفور إلى المنزل. وشهد اليوم الأول من التدريب انسحاب مايلز جوري من المنافسة بسبب إصابة في الركبة. ظهر البدل مرة أخرى، حيث حصل جافير توريس وتشيك اونيل على الفتحات، مما أدى إلى فوز الاستسلام لأونيل. شهدت المباراة النهائية لهذا الموسم هزيمة توني فيرجسون لرامسي نجم عبر KO في الجولة الأولى.
تميز الموسم الرابع عشر بأوزان البانتاميز وأوزان الريش للمرة الأولى، مع تدريب مايكل بيسبنج للمرة الثانية، مع عارضه جيسون ميلر. تم اعتبار طاقم الممثلين أحد أبرز المواسم في لعبة المقاتل النهائى، ربما نظرًا لكون هذا الموسم هو الأول لفئات الوزن. كان على المقاتلين مرة أخرى التنافس للدخول إلى المنزل، ولكن خلال الجولة التمهيدية، أعلنت دانا وايت عن مكافآت نهاية الموسم لأفضل خروج قاضية، وخضوع وقتال. ذهبت الجوائز إلى جون دودسون ودينيس بيرموديز وداستن باجو ضد لويس جاودينوت على التوالي. الفائز النهائي بالموسم كان جون دودسون (الذي هزم تي جيه ديلاشو في وزن البانتامويت) ودييجو برانداو (الذي هزم دينيس بيرموديز بوزن الريشة).
كان الموسم الخامس عشر هو أول موسم يُبث على FX وانتقل إلى البث المباشر. تم تدريب الموسم من قبل بطل UFC بانتامويت دومينيك كروز ويورجح فابر وضم قسم الوزن الخفيف. تألفت معارك الدخول من جولة واحدة فقط، على عكس الجولتين المعتادتين مع إمكانية انتصار الموت المفاجئ. خلال الأسبوع الأول في المنزل، قيل لمايكل كييزا - أحد المشاركين - أن والده توفي. على الرغم من ذلك، كان قادرًا على الاستمرار في المنافسة وفاز في النهاية بعد فوزه على الياكوينتا في النهاية. تم بث الموسم المباشر في نفس وقت بث TUF البرازيل، والتي كانت أول نسخة إقليمية من العرض. تم تدريب هذا الموسم من قبل فيتور بلفور وواندرلي سيلفا وظهرت أوزان الريشة والأوزان المتوسطة. تميز هذا الموسم بتدافع الفرق، حيث فاز سبعة من مقاتلي فريق فيلتور لواحد فقط من مقاتلي فريق واندريال. وكان المتأهلون للتصفيات النهائية للعرض هم روني «جيسون» ماريانو بيزيرا وجودوفريدو بيبي في قسم وزن الريشة وسيزار «موتانتي» فيريرا ودانييل سارافيان في قسم الوزن المتوسط. ومع ذلك، أُجبر سارفيان على الانسحاب من المباراة النهائية، مما جعله أول و (حتى الآن) متسابق نهائي ينسحب بسبب الإصابة. تم استبداله بسيرجيو «سيرجينيو» مورايس، الرجل الذي هزمه عبر KO في الدور نصف النهائي. الفائز النهائي كان بيزيرا وفيريرا، وكلاهما فاز بالقرار.